# Ashly Burch
Ashly Burch (Phoenix, Arizona, Estados Unidos, 19 de junio de 1990) es una actriz de doblaje estadounidense, cantante, y escritora de televisión. Es conocida por sus papeles como Aloy en Horizon Zero Dawn y Horizon Forbidden West, Chloe Price en la franquicia de videojuegos Life Is Strange, Mel en The Last of Us Part II, Tiny Tina en la franquicia de videojuegos Borderlands, ella misma en la serie web Hey Ash, Whatcha Playin'?, Enid en OK K.O.! Seamos héroes, Molly en The Ghost and Molly McGee, y Ash Graven en Final Space.

## Primeros años
Burch creció en Phoenix, Arizona, y tiene un hermano mayor llamado Anthony. Su madre es una inmigrante de Tailandia. Mencionó que su madre era muy espiritual, les daba comida a los espíritus y les rezaba. Ella atribuye su trayectoria profesional como actriz de doblaje a interpretar el videojuego Metal Gear Solid a los 12 años. Al ver el nombre del actor de doblaje David Hayter al lado de los personajes principales, lo buscó y se dio cuenta de que había personas reales que expresaban los personajes, y se dio cuenta de que eso era lo que quería hacer como carrera. Se graduó de Occidental College en Los Ángeles en 2012.

## Carrera
Después de comenzar Hey Ash, Whatcha Playin'?, Burch obtuvo su primer papel como actriz de doblaje cuando su hermano, Anthony Burch, fue contratado como escritor del videojuego Borderlands 2 y él le sugirió que probara doblaje para el personaje Tiny Tina. Para el videojuego Life Is Strange, interpretó el papel de Chloe Price, después de haber hecho una audición para los papeles de Max Caulfield, Victoria Chase y Kate. Marsh. Más tarde dijo que estaba sorprendida por lo que podía hacer, y que tuvo "la oportunidad de hacer una actuación de voz en off".
Burch fue escritora en la serie animada Hora de Aventura de Cartoon Network Coescribió episodios como "The Hall of Egress" e "Islands Part 4: Imaginary Resources", este último ganó un Premio Primetime Emmy. También fue escritora de una novela gráfica de Hora de Aventura lanzada en octubre de 2016.
Su trabajo en el videojuego Life Is Strange y Horizon Zero Dawn le valió los Golden Joystick Awards en 2015 y 2017 a la Mejor Interpretación. También fue la presentadora de la serie Unplugged de Geek & Sundry. Desde 2020, ha interpretado a Rachel en la serie de Apple TV Mythic Quest, en la que también se desempeña como escritora. Más tarde describió su interpretación de Tiny Tina, Chloe y Aloy como "tres avances seminales" que la ayudaron a "convertirse en una mejor actriz"."
Ha interpretado a varios personajes en animación y anime. Esto incluyó interpretar a Ridley en Glitch Techs, a Enid en OK K.O.! Seamos héroes, y a las Gemelas Rutilo en Steven Universe. Prestó su voz a varios personajes en Bee and PuppyCat, a Ash Graven en Final Space, a Lainey en The Loud House, y personajes de otras producciones. En 2018, Burch dejó su papel de actuación de voz Mayuri Shiina para el doblaje en inglés de Steins;Gate 0, a quien había doblado en los episodios 1-13 y acreditado como "Jackie Ross", citando conflictos de programación y se disculpó con los fans. Prestó su voz a Sasha Braus en el doblaje en inglés de las tres primeras temporadas de Attack on Titan.
En 2020, se anunció que había firmado para escribir para el programa animado The Legend of Vox Machina. Burch reveló que tiene una cabina de grabación en su casa que usó para trabajar de forma remota durante la pandemia de COVID-19.
En 2021, comenzó a interpretar a Molly McGee, la protagonista de The Ghost and Molly McGee. Ella canta el tema principal de la serie, con su coprotagonista Dana Snyder, y números musicales en otros episodios. El equipo creativo del programa basó al personaje en su vida. Burch elogió la serie por "mostrar diferentes aspectos de la Cultura tailandesa" y dijo que dar voz a Molly McGee era la primera vez que expresaba un personaje que reflejaba su herencia.

## Vida personal
Burch salió con su coprotagonista de Must Come Down David Fetzer hasta su muerte por sobredosis accidental de opioides en 2012. Ella habló sobre este evento, así como sobre sus propios problemas personales de salud mental durante su aparición en el podcast The Mental Illness Happy Hour de Paul Gilmartin y en el programa de Brian W. Foster Between the Sheets en el canal de YouTube de Critical Role. Ella sufre de ansiedad crónica y atribuye su amor por los videojuegos a jugar Harvest Moon cuando era niña, ya que era lo único que podía calmarla. Ha hablado varias veces sobre su ansiedad y el impacto positivo que tuvieron los videojuegos en ella. El 1 de julio de 2022, Burch se declaró queer y pansexual y dijo que salir del armario se sentía importante "por razones que realmente no puede explicar" y que había estado saliendo con un hombre durante cinco años. Ella dijo que probablemente no sea una sorpresa porque "la mitad de los personajes que interpreto son miembros de la familia del arcoíris", y algunos la llaman "la nerd favorita de los nerds queer".

## Filmografía y Doblaje

### Videojuegos
| Año  | Título                                             | Rol                                                  | Notas                                           | Fuentes       |
| ---- | -------------------------------------------------- | ---------------------------------------------------- | ----------------------------------------------- | ------------- |
| 2012 | Awesomenauts                                       | Ayla                                                 |                                                 | [ 51 ]        |
| 2012 | Borderlands 2                                      | Tiny Tina, The Bane                                  |                                                 | [ 52 ]        |
| 2013 | Aliens: Colonial Marines                           | Lisa Reid                                            |                                                 | [ 53 ]        |
| 2013 | TowerFall                                          | Last of the Order                                    |                                                 | [ 54 ]        |
| 2013 | Saints Row IV                                      | Ella misma (Ashly Burch)                             | Hey Ash, Whatcha Playin'? DLC                   | [ 1 ]         |
| 2014 | Persona Q: Shadow of the Labyrinth                 | Rei                                                  |                                                 | [ 55 ]        |
| 2014 | Team Fortress 2                                    | Miss Pauling                                         | También escribió el corto de Cita de Expiración | [ 11 ]        |
| 2014 | Project Spark                                      | Avalon                                               | Acreditada como "Ashley Burch"                  | [ 12 ]        |
| 2014 | Borderlands: The Pre-Sequel                        | Tiny Tina, Schmidt                                   |                                                 | [ 56 ] [ 12 ] |
| 2015 | Saints Row: Gat out of Hell                        | Demons, Husks, Kiki DeWynter                         |                                                 | [ 57 ]        |
| 2015 | Gravity Ghost                                      | Iona, Pepper, Sorrel                                 |                                                 | [ 58 ]        |
| 2015 | Life Is Strange                                    | Chloe Price, Stella Hill, Taylor Christensen, Sarah  |                                                 | [ 59 ]        |
| 2015 | There Came an Echo                                 | Val                                                  |                                                 | [ 60 ]        |
| 2015 | Mortal Kombat X                                    | Cassie Cage                                          |                                                 | [ 11 ] [ 61 ] |
| 2015 | The Magic Circle                                   | Coda Soliz                                           |                                                 | [ 62 ]        |
| 2015 | Persona 4: Dancing All Night                       | Rise Kujikawa                                        | En reemplazo de Laura Bailey                    | [ 63 ]        |
| 2015 | Fallout 4                                          | Tina De Luca, Rowdy, Cricket                         |                                                 | [ 64 ]        |
| 2016 | Rise of the Tomb Raider                            | Nadia                                                | Baba Yaga DLC                                   | [ 65 ]        |
| 2016 | Lego Marvel's Avengers                             | Kamala Khan / Ms. Marvel                             |                                                 | [ 66 ]        |
| 2016 | Battleborn                                         | Orendi                                               |                                                 | [ 67 ]        |
| 2016 | Teenage Mutant Ninja Turtles: Mutants in Manhattan | April O'Neil                                         |                                                 | [ 68 ]        |
| 2016 | Minecraft: Story Mode                              | Cassie Rose                                          | Episodio: "Un Portal al Misterio"               | [ 69 ]        |
| 2016 | Star Ocean: Integrity and Faithlessness            | Hana                                                 |                                                 | [ 70 ]        |
| 2016 | The Legend of Heroes: Trails of Cold Steel II      | Millium Orion                                        |                                                 | [ 70 ]        |
| 2016 | World of Final Fantasy                             | Quacho Queen                                         |                                                 | [ 71 ]        |
| 2017 | Horizon Zero Dawn                                  | Aloy, Elisabet Sobeck                                |                                                 | [ 72 ]        |
| 2017 | Guardians of the Galaxy: The Telltale Series       | Nebula                                               |                                                 | [ 73 ]        |
| 2017 | Pit People                                         | Sofia, Hailey, Vampiress, Spidaur                    |                                                 | [ 74 ]        |
| 2017 | Fortnite                                           | Ray, Desiree, Dark Ray                               | Fortnite: Salvar el Mundo                       | [ 75 ]        |
| 2017 | Marvel vs. Capcom: Infinite                        | Chun-Li                                              | En reemplazo de Laura Bailey                    | [ 76 ]        |
| 2017 | Dota 2                                             | Dark Willow                                          |                                                 | [ 77 ]        |
| 2017 | Life Is Strange: Before the Storm                  | Chloe Price                                          | Episodio "Adiós"                                | [ 78 ]        |
| 2018 | Final Fantasy XV                                   | Sarah                                                |                                                 | [ 79 ]        |
| 2019 | Afterparty                                         | Sam Hill                                             |                                                 | [ 80 ] [ 12 ] |
| 2019 | Teppen                                             | Chun-Li                                              |                                                 | [ 81 ]        |
| 2019 | Marvel Ultimate Alliance 3: The Black Order        | Nebula                                               |                                                 | [ 82 ]        |
| 2019 | Borderlands 3                                      | Tina                                                 |                                                 | [ 83 ]        |
| 2019 | The Blackout Club                                  | Isabela Madi-Shaw ("Bells"), Voz de Llamada de Broma |                                                 | [ 84 ]        |
| 2019 | The Outer Worlds                                   | Parvati Holcomb                                      |                                                 | [ 85 ]        |
| 2020 | Valorant                                           | Viper                                                |                                                 | [ 61 ]        |
| 2020 | The Last of Us Part II                             | Mel                                                  |                                                 | [ 61 ]        |
| 2020 | Ninjala                                            | Jane                                                 |                                                 | [ 86 ]        |
| 2020 | The Red Lantern                                    | Musher                                               |                                                 | [ 87 ]        |
| 2020 | Spider-Man: Miles Morales                          | Danika Hart                                          |                                                 | [ 61 ]        |
| 2020 | Marvel's Avengers                                  | Hawkeye (Kate Bishop)                                | DLC                                             | [ 88 ]        |
| 2022 | Horizon Forbidden West                             | Aloy, Beta, Elisabet Sobeck                          |                                                 | [ 89 ]        |
| 2022 | Tiny Tina's Wonderlands                            | Tiny Tina                                            |                                                 | [ 90 ]        |
| 2023 | Horizon Call of the Mountain                       | Aloy                                                 |                                                 |               |

### Series animadas
| Año             | Título                            | Rol | Notas                                                       | Fuentes                     |
| --------------- | --------------------------------- | --- | ----------------------------------------------------------- | --------------------------- |
| 2013            | Tooth Fairy - Kud                 | Boy, Bedwet Fairy | English dub of Dutch internet animation                     | [ 91 ]                      |
| 2013 – 2022     | Bee and PuppyCat                  | Cass, Merlin, Cicada |                                                             | [ 29 ] [ 30 ] [ 82 ]        |
| 2014            | Blackford Manor                   | Josette Grey |                                                             | [ 82 ]                      |
| 2014            | Chainsaw Richard                  | Tiny Ghost |                                                             | [ 82 ]                      |
| 2014            | Over the Garden Wall              | Voces adicionales |                                                             | [ 82 ]                      |
| 2014            | Expiration Date                   | Miss Pauling |                                                             | [ 82 ]                      |
| 2014 – 2018     | Hora de Aventura                  | Breezy, Scorp, Cheryl, Dew Drop, Blacksmith, Bun Bun, Super Porp Mutant 1, Escorpiones, Voces adicionales | También trabajó como escritora                              | [ 16 ] [ 22 ] [ 17 ] [ 11 ] |
| 2015 – 2018     | Cerdo Cabra Banana Grillo         | Lila Twinklepipes, Sorority Girl n.º 1, Varios personajes |                                                             | [ 92 ] [ 82 ]               |
| 2016 – 2017     | Escandalosos                      | Voces adicionales |                                                             | [ 93 ]                      |
| 2017 – 2019     | OK K.O.! Seamos héroes            | Enid, Punching Judy, Gladys, Ms. Mummy, Tumbles, Foxy, Rippy Roo, Plazamo, Shy Ninja, Baby Teeth, Mikayla, Cherry, Ball Monster, Student, Icky, Congresswoman, Skeleton 1, Boy 1, Anunciador (2), Gloops, Voz de computadora, Glitter Starlight, Phoebe, Stabilization Matrix, Phone, Lone Hero, Gato, Hamster, Classmate 1, Classmate 2, Tenid, Tall Teen, Voces adicionales | También participó en los cortos animados de TV de la serie. | [ 27 ] [ 94 ]               |
| 2017 – 2018     | Steven Universe                   | Gemelas Rutilo |                                                             | [ 28 ] [ 95 ]               |
| 2019            | Trolls: The Beat Goes On!         | Meadow Springs |                                                             | [ 96 ]                      |
| 2019 – 2021     | Final Space                       | Ash Graven |                                                             | [ 31 ]                      |
| 2020            | The Loud House                    | Lainey |                                                             | [ 32 ]                      |
| 2020            | Glitch Techs                      | Ridley, K. Moon, Contestant 1, Hermana, Niño del vecindario, Niños, Duende, Zed | También trabajó como escritora.                             | [ 25 ] [ 26 ]               |
| 2020            | Hora de Aventura: Tierras Lejanas | Darling, Voces adicionales |                                                             | [ 97 ]                      |
| 2021 – 2024     | El fantasma y Molly McGee         | Molly McGee, Turkey Tina, Vendedor de helados, Voces adicionales | Rol principal                                               | [ 40 ]                      |
| 2022 – presente | The Legend of Vox Machina         | | Escritora                                                   | [ 38 ]                      |
| 2022            | Dragon Age: Absolution            | Qwydion | Rol principal                                               | [ 98 ]                      |

### Live-action
| Año             | Título                    | Rol                                        | Notas                                                                    | Fuentes        |
| --------------- | ------------------------- | ------------------------------------------ | ------------------------------------------------------------------------ | -------------- |
| 2008 – presente | Hey Ash, Whatcha Playin'? | Ash                                        | También participa como creadora, escritora y productora ejecutiva.       | [ 99 ] [ 12 ]  |
| 2012            | Must Come Down            | Holly                                      |                                                                          | [ 100 ]        |
| 2015            | The Mask You Live In      | Ella misma                                 | Documentaria                                                             | [ 101 ]        |
| 2015 - 2016     | RocketJump: The Show      | Asistente femenina, Super Lieutenant, Jess | También participó como escritora.                                        | [ 102 ] [ 47 ] |
| 2015            | Muzzled the Musical       | Malfalia                                   | Musical                                                                  | [ 82 ]         |
| 2016 – 2019     | Critical Role             | Piglet, Dren, Clothesline, Keg             | 7 episodios                                                              | [ 103 ]        |
| 2017            | Dimension 404             | Shannon                                    | Episodio: "Cinethrax"                                                    | [ 82 ]         |
| 2020 – presente | Mythic Quest              | Rachel                                     | También participó como escritora del personal, directora, y coproductora | [ 22 ] [ 12 ]  |

### Comerciales
| Año  | Título     | Rol        | Notas          | Fuentes         |
| ---- | ---------- | ---------- | -------------- | --------------- |
| 2022 | State Farm | Ella misma | Súper Brillo   | [ 104 ] [ 105 ] |
| 2022 | State Farm | Ella misma | Tuyo Ahora!    | [ 104 ] [ 105 ] |
| 2022 | State Farm | Ella misma | Streamer Falsa | [ 104 ] [ 105 ] |

### Anime
| Año         | Título                       | Rol           | Notas                                                                         | Fuentes         |
| ----------- | ---------------------------- | ------------- | ----------------------------------------------------------------------------- | --------------- |
| 2012        | Steins;Gate                  | Mayuri Shiina | También participó en la película de dicho anime (Acreditada como Jackie Ross) | [ 35 ]          |
| 2014        | Space Dandy                  | Freckles      | Episodio 17                                                                   | [ 106 ] [ 82 ]  |
| 2014 – 2019 | Attack on Titan              | Sasha Braus   | En reemplazo de Megan Shipman                                                 | [ 107 ] [ 108 ] |
| 2015        | Attack on Titan: Junior High | Sasha Braus   |                                                                               | [ 109 ]         |
| 2018        | Steins;Gate 0                | Mayuri Shiina | Acreditada como Jackie Ross, Episodios del 1 al 13                            | [ 35 ] [ 34 ]   |

## Premios y Nominaciones
| Año  | Premio                                  | Categoría                  | Título                                                | Resultado | Fuentes |
| ---- | --------------------------------------- | -------------------------- | ----------------------------------------------------- | --------- | ------- |
| 2015 | Golden Joystick Award                   | Actuación del Año          | Life Is Strange                                       |           | [ 19 ]  |
| 2015 | British Academy Games Awards            | Ejecutiva                  | Life Is Strange                                       |           |         |
| 2016 | Primetime Emmy Awards                   | Excelente Corto Animado    | Hora de Aventura: The Hall of Egress                  |           |         |
| 2017 | Primetime Emmy Awards                   | Excelente Corto Animado    | Hora de Aventura: Islands Part 4: Imaginary Resources |           | [ 18 ]  |
| 2017 | Golden Joystick Award                   | Mejor Actuación del Gaming | Horizon Zero Dawn                                     |           | [ 110 ] |
| 2017 | Golden Joystick Award                   | Rendimiento innovador      | Horizon Zero Dawn                                     |           | [ 110 ] |
| 2017 | Los Game Awards 2017                    | Mejor Actuación            | Horizon Zero Dawn                                     |           |         |
| 2018 | PlayStation.Blog Premio a Juego del Año | Mejor Actuación            | Horizon Zero Dawn                                     |           | [ 111 ] |
| 2018 | British Academy Games Awards            | Ejecutiva                  | Horizon Zero Dawn                                     |           | [ 112 ] |
| 2019 | Los Game Awards 2019                    | Mejor Actuación            | The Outer Worlds                                      |           | [ 113 ] |
| 2022 | Los Game Awards 2022                    | Mejor Actuación            | Horizon Forbidden West                                |           | [ 114 ] |